# Brot & Spiele

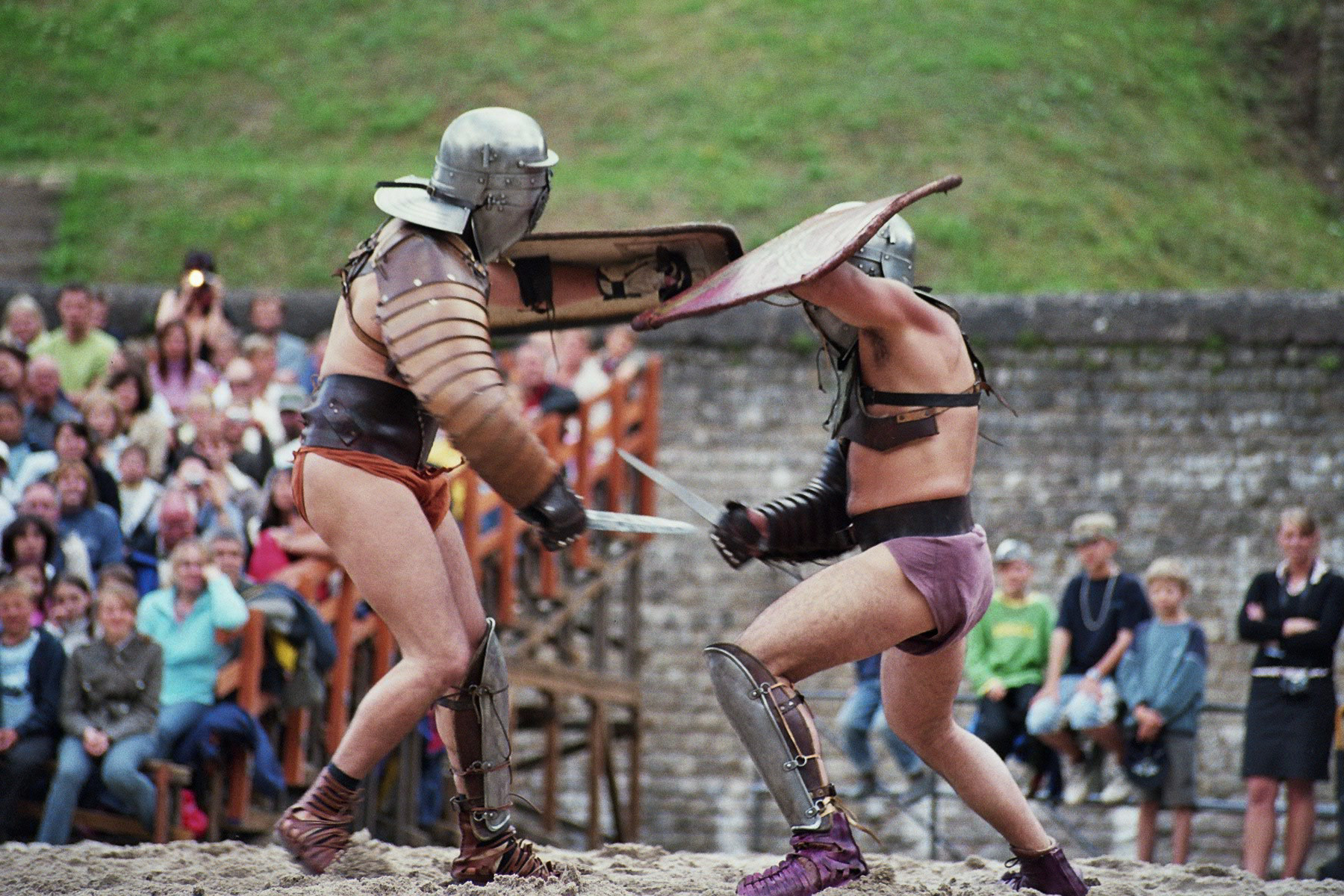
Gladiatorenkämpfe im Amphitheater

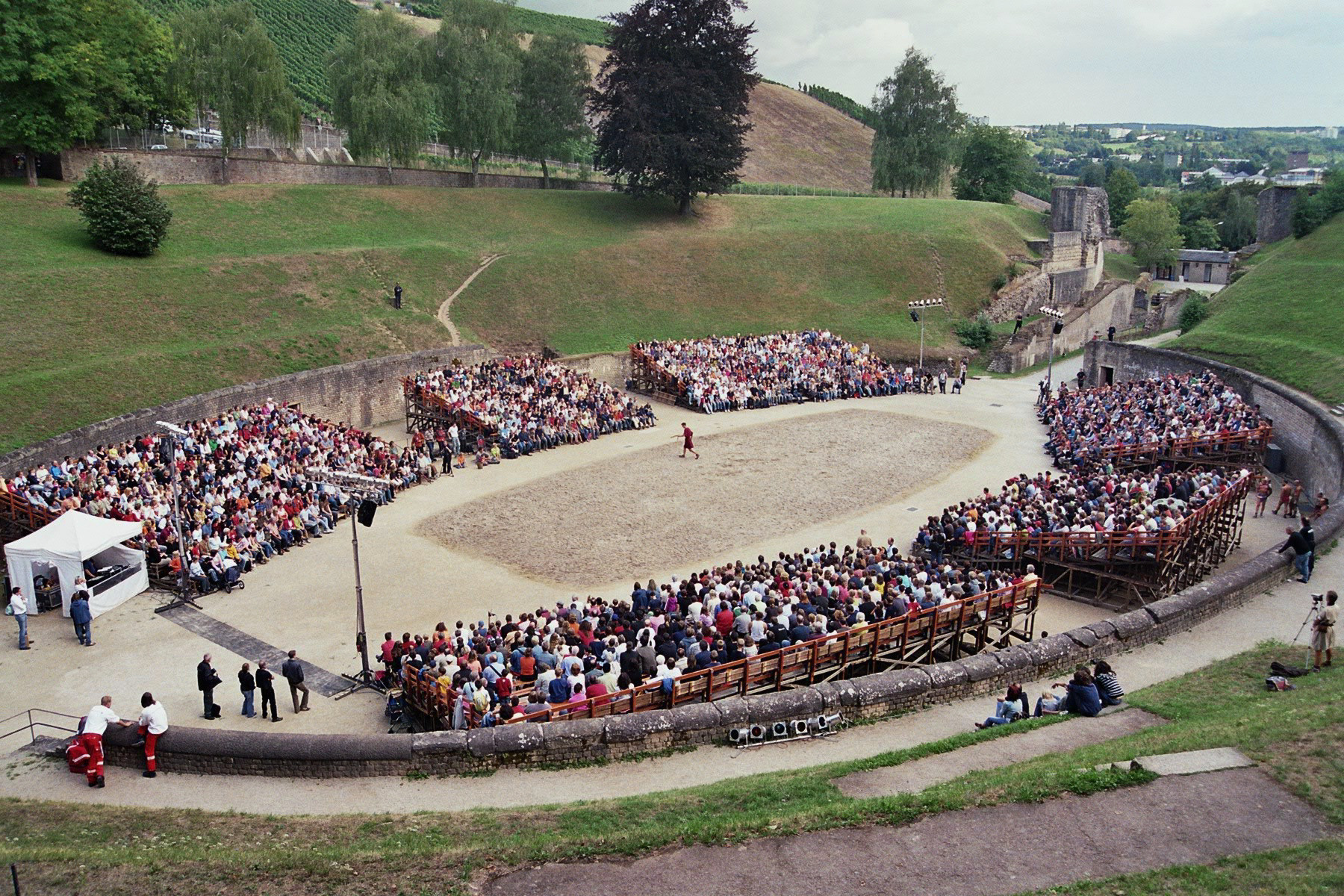
Zuschauer im Amphitheater

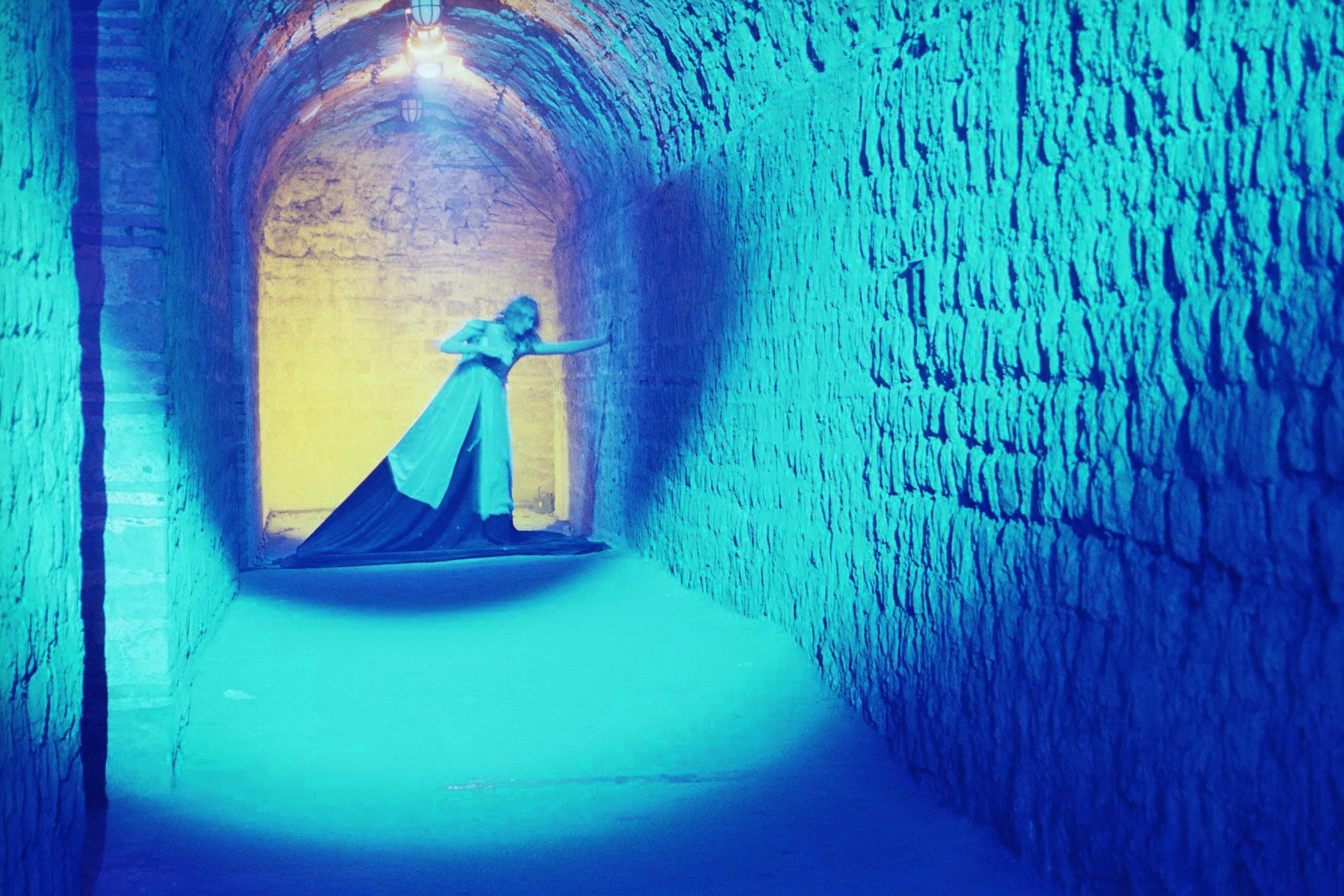
Die "Mystische Nacht" in den unterirdischen Gängen der Kaiserthermen

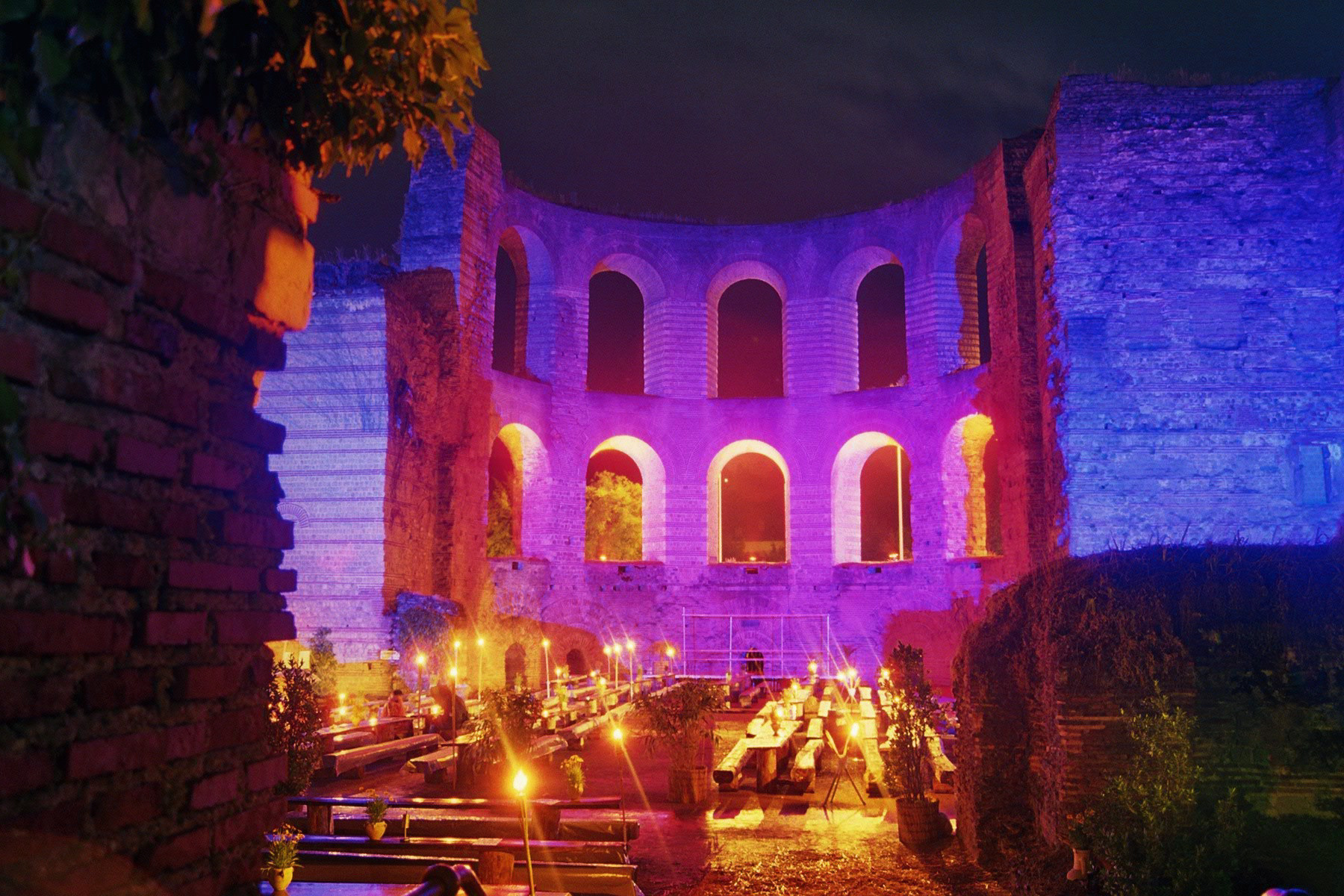
Tavernenwelt in den Kaiserthermen

Brot & Spiele bezeichnet die Römerspiele in Trier, die von 1997 bis 2012 veranstaltet wurden.

## Geschichte

### Anfänge des Rheinischen Landesmuseums
Die Veranstaltung Brot & Spiele fand erstmals am 12. und 13. Juli 1997 statt. Unter dem Motto „Brot und Spiele – Antikes (Er)leben im Amphitheater“ veranstaltete das Rheinische Landesmuseum Trier im Rahmen des Veranstaltungsreihe Kultursommer Rheinland-Pfalz des Landes ein großes Aktionswochenende, das ein antikes Arenaspektakel entsprechend den Erkenntnissen der Wissenschaft präsentierte.
Am 12. Juli 1997 zogen römische Legionäre der Legio XXII Primigenia und der Legio VIII Augusta durch die Porta Nigra und dann ins Trierer Amphitheater ein. Dort stellten sie Szenen aus dem Sturm auf die Stadtmauer nach, wie sie sich 187 n. Chr. vermutlich in Trier ereignet haben.
Am 13. Juli 1997 fand das Spektakel nach einem Drehbuch der Historiker Wilfried Stroh und Marcus Junkelmann mit 50 Akteuren statt. Nach einem Einzug ("pompa") eröffnete der spielgebende Beamte mit einer lateinischen Ansprache und einem Opfer an die Götter die Gladiatorenspiele. Es gab Schaukämpfe, auch mit Pferden. Parallel zu der Veranstaltung gab es im Landesmuseum eine Sonderausstellung und eine Podiumsdiskussion.

### Römerspektakel der Stadt
Von 2002 bis 2010 fand in Trier jährlich im August Deutschlands größtes Römerspektakel statt. Im Jahr 2011 fand die Veranstaltung erstmals im September statt. Das Veranstaltungsangebot erstreckte sich auf vier Standorte:
In der historischen Kulisse des Amphitheaters wurde das „Spectaculum“, ein Schauspiel in Verbindung mit echten Gladiatorenkämpfen aufgeführt. Von 2002 bis 2005 beschränkte sich das Programm auf Gladiatorenkämpfe des Mailänder Instituts Ars Dimicandi sowie akrobatische Darbietungen. Seit 2006 wurden die Kämpfe in eine historische Inszenierung eingebettet, die der Gesamtveranstaltung den Titel verlieh. Für die Regie der Inszenierungen war Alexander Etzel-Ragusa verantwortlich, seit 2007 schrieb er auch die Stücke.
Seit 2009 erzählte das Spectaculum eine Fortsetzungsgeschichte aus der Arena zu Trier zu Zeit Kaiser Mark Aurels mit wiederkehrenden Charakteren.
Der Großteil der Kaiserthermen umfasste die Darstellung der zivilen und militärischen römischen Welt. Das Zeltlager auf dem Vicus und der Palästra zeigte römisches Handwerk sowie Kunst und Heilkunde. Gefechts- und Kampfpräsentationen wurden auf einem Exerzierfeld im Palastgarten inszeniert. Abends wurden in der „Mystischen Nacht“ die unterirdischen Gänge der Kaiserthermen durch Klang- und Lichtinstallationen sowie durch tänzerische Darbietungen in Szene gesetzt. Begleitend dazu lud eine „Römerlounge“ mit Livemusik vor allem junge Menschen zum abendlichen Besuch der Thermen ein.
Seit 2010 war das Rheinische Landesmuseum wieder Bestandteil der Veranstaltung und präsentierte authentische, römische Handwerkskunst in der „fabricae“ (römischer Ausdruck für Werkstätten).
Samstags und sonntags startete morgens vor dem Wahrzeichen Triers, der Porta Nigra, eine Pompa durch die Altstadt hin zu den Kaiserthermen.
Wichtige Grundsätze der Veranstaltung waren Authentizität und Wissensvermittlung, dafür arbeiteten die Veranstalter mit Experten der römischen Antike zusammen. Besucher konnten sich auf dem Veranstaltungsgelände aktiv einbringen und mitwirken. Jährlich besuchten ca. 20.000 Menschen das Spektakel, das 2006 von der Initiative Deutschland – Land der Ideen als „Ausgewählter Ort“ ausgezeichnet wurde.
2011 fand Brot & Spiele erstmals seit Bestehen im September statt. Die Veranstaltung wurde außerdem auf vier Tage ausgedehnt.
Nach einem erneuten Defizit im Jahr 2012 hatte die Stadt Trier beschlossen, "Brot & Spiele" im Jahr 2013 auszusetzen. Vor allem weil die Besucherzahlen geringer ausfielen als erwartet, musste die Stadt für das Jahr 2012 mit über 100.000 Euro mehr als doppelt so hohe Zuschüsse zahlen wie ursprünglich geplant.

## Inszenierungen im Amphitheater seit 2006

### 2006: „Valerius“
Als erstes Spectaculum wurde die Geschichte „Der Gladiator Valerius“ von Dominique Caillat aufgeführt. Sie handelt vom Sklaven Valerius, der in der Gladiatorenschule zu Trier ausgebildet wird und auf ein Leben als Todgeweihter vorbereitet wird.

### 2007: „Blutiger Lorbeer“
Anlässlich der großen Konstantinausstellung wurde bei Brot & Spiele das Spectaculum „Blutiger Lorbeer“ aufgeführt: Konstantin, Herrscher des römischen Reiches vermählt sich mit Fausta, Tochter des einflussreichen Ex-Kaisers Maximian. Als Höhepunkt der Feierlichkeiten lässt Konstantin Gladiatorenkämpfe aufführen und seine siegreiche Schlacht gegen die Franken nachspielen. Die gefangengenommenen Fürsten sollen am Hochzeitstag in der Arena von wilden Tieren zerfleischt werden.

### 2008: „Schwert des Lebens – Wasser des Todes“
Die erste Inszenierung der Fortsetzungsgeschichte basierte auf einer uralten Trierer Sage von der Erbauung des Amphitheaters und des Aquädukts. Ein erbitterter Konkurrenzkampf tobte zwischen den Bauherren: Welches Bauwerk wird zuerst vollendet? Jenes, das das Wasser des Lebens nach Trier führt oder jenes, in dem das Schwert des Todes waltet? Gladiatoren, Baumeister und eine mit allen Wassern gewaschene Frau standen im Mittelpunkt des Schauspiels, das verriet, durch welche Tricks und Kniffe und durch welchen Verrat das Trierer Amphitheater vor fast 2000 Jahren erbaut wurde.

### 2009: „Schicksal in Flammen“
Im Mittelpunkt der Schauspiel-Fortsetzung standen die geheimnisvollen Sibyllinischen Bücher des Schicksals, die über die Zukunft Roms bis zu dessen Untergang berichten. Eine Seherin bietet dem König von Rom zehn Bücher an, die das Schicksal Roms bis zu seinem Untergang enthalten sollen. Der Handel misslingt und die Bücher verschwinden für eine lange Zeit. Ausgerechnet in Augusta Treverorum tauchen sie wieder auf und ein mörderischer Kampf um die Bücher entbrennt.

### 2010: „Der Kampf des Herkules“
Ein geheimnisvoller Gladiator ersuchte den Leiter der Trierer Gladiatorenschule um die Aufnahme in seine Schule. Als „Herkules“ eroberte der streitsüchtige Kämpfer bald die Arena zu Trier. Zur Demonstration seiner Fähigkeiten ließ er Spiele aufführen und als Höhepunkt den sagenhaften Kampf des antiken Helden Herkules gegen eine siebenköpfige Hydra nachstellen. Herkules wurde von seinem Widersacher Antigonos geschlagen, seine wahre Identität wurde enthüllt. Er war Commodus, Sohn des Kaisers Marc Aurel, in die Arena gezogen, um seinen Vater zu beeindrucken.

### 2011: „Herkules und die Königin der Amazonen“
Das geheimnisvolle Volk der Amazonen stand im Mittelpunkt der 10. Auflage des Römerspektakels. Titelheld Herkules musste sich in der Amphitheater-Inszenierung der Amazonenkönigin Hypolita (gespielt von Katy Karrenbauer) stellen. Er hatte den aus einem Tempel geraubten goldenen Gürtel der Amazonen in seinen Besitz gebracht und damit den Zorn der Kämpferinnen auf sich gezogen.

### 2012: „Herkules und die Macht des Bösen“
Brot & Spiele 2012 fand vom 31. August bis 2. September sowie am 8. und 9. September 2012 statt. Am ersten Wochenende fanden Darbietungen im Amphitheater, den Kaiserthermen und dem Rheinischen Landesmuseum statt, am zweiten Wochenende Aufführungen des Spektakulums im Amphitheater.

## Auszeichnungen
Die Veranstaltung Brot & Spiele Trier wurde 2006 von der Initiative Deutschland – Land der Ideen als „Ausgewählter Ort“ ausgezeichnet.
Ebenfalls 2006 verliehen die Handwerkskammer Trier, die Industrie- und Handelskammer Trier sowie die Fachhochschule Trier und die Universität Trier der Veranstaltung Brot & Spiele den „Holkenbrink-Preis“, mit dem Leistungen im Wirtschaftsleben der Region Trier gewürdigt werden.